# Philippe de Montebello
Guy Philippe Henri Lannes de Montebello (París, 16 de mayo de 1936) es un director museístico estadounidense. Trabajó como director del Metropolitan Museum of Art de Nueva York desde 1977 hasta 2008.
Philippe de Montebello nació en París en el seno de una familia de la aristocracia francesa. Emigró a Estados Unidos en la década de 1950, donde adoptaría la ciudadanía norteamericana en 1955. Estudió en el Liceo francés de Nueva York y se graduó en Historia del Arte en la Universidad de Harvard. Entre 1969 y 1974 ejerció como director del Museum of Fine Arts de Houston, en Texas. 
En 1977, fue nombrado director del Metropolitan Museum of Art de Nueva York; cargo que ostentó durante 31 años y que le sitúa entre los directores más longevos de la museística mundial. Desde su retirada del museo, ha ejercido como profesor en el Instituto de Bellas Artes de la Universidad de Nueva York, y en 2015 se incorporó como asesor en la Hispanic Society of America. Su amplia experiencia y la red de contactos que ha forjado a lo largo de su carrera, han supuesto un respaldo importante para este museo de Nueva York, que vive actualmente una etapa clave de ampliación y modernización.

## Premios y reconocimientos
Ha sido galardonado con los siguientes premios y distinciones:
- 1991 Caballero de la Legión de Honor de la República de Francia
- 2002 Medalla Nacional de las Artes de Estados Unidos
- 2010 Medalla Nacional de Humanidades de Estados Unidos
- 2009 Primer titular de la Cátedra del Museo del Prado
- 2016 Medalla de Oro al mérito en las Bellas Artes
- 2020 VI Premio Iberoamericanos de Mecenazgo[2]